# 랠프 미커

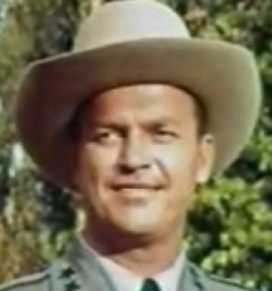

랠프 미커(Ralph Meeker, 1920년 11월 21일 ~ 1988년 8월 5일)는 미국의 배우, 연극 배우, 텔레비전 배우, 영화배우, 영화 프로듀서이다.
미니애폴리스에서 태어났으며 우들랜드힐스에서 사망하였다. 사인은 심근 경색이다.  포리스트 론 메모리얼 파크에 매장되었다.

## 영화
- 붉은 거미 (1980년)
- 윈터 킬 (1979년)
- 하이-라이더스 (1978년)
- 알파 인시던트 (1978년)
- 신의 음식 (1976년)
- 형사 브레이건 (1975년)
- 희생자 (1973년)
- 나이트 스토커 (1972년)
- 심령 강탈 (1972년)
- 도청 작전 (1971년) - 캡틴 딜래니 역
- 사랑의 곡예 (1970년)
- 8인의 마피아 (1969년)
- 형사 (1968년)
- 아이언 사이드 (1967년)
- 발렌타인 데이의 대학살 (1967년)
- 더티더즌 (1967년) - Capt. 스튜어트 킨더 역
- FBI (1965년)
- 섬씽 와일드 (1961년)
- 아다 (1961년)
- 화살의 질주 (1957년)
- 영광의 길 (1957년)
- 키스 미 데들리 (1955년)
- 클라이막스! (1954년)
- 운명의 박차 (1953년)
- Die Vier im Jeep (1951년)
- 테레사 (1951년)
- 스튜디오 원 (1948년)